# Eleotris fusca
Eleotris fusca is een straalvinnige vissensoort uit de familie van slaapgrondels (Eleotridae). De wetenschappelijke naam van de soort is voor het eerst geldig gepubliceerd in 1801 door Forster.
De soort staat op de Rode Lijst van de IUCN als niet bedreigd, beoordelingsjaar 2020. De omvang van de populatie is volgens de IUCN stabiel.